# 衛藤雅登
衛藤 雅登（えとう まさと、1947年4月15日 - ）は、大分県出身の元プロ野球選手（投手）。

## 来歴・人物
別府大附高では、1965年夏の甲子園県予選準決勝に進むが、岩崎忠義のいた津久見高に敗退。同年のプロ野球ドラフト会議で西鉄ライオンズから11位指名を受けるが入団を拒否。
大東文化大学に進学。3、4年次は主将を務めたが首都大学野球リーグでは東海大の後塵を拝し優勝には届かなかった。卒業後は社会人野球の日拓観光を経て、1972年にドラフト外で日拓ホームフライヤーズに入団。
1974年に広島東洋カープに移籍。一軍公式戦の出場がないまま、1976年限りで現役を引退した。
引退後は、広島のマネージャーを14年間つとめた。その後は、広島で整体院を営む。

## 詳細情報

### 年度別投手成績
- 一軍公式戦出場なし

### 背番号
- 45 （1973年）
- 51 （1974年）
- 53 （1975 - 1976年）